# Sela pri Ratežu
Sela pri Ratežu este o localitate din comuna Novo mesto, Slovenia, cu o populație de 63 de locuitori.